# With You-th
"With YOU-th"는 대한민국의 걸그룹 트와이스의 열세 번째 익스텐디드 플레이이다. 2024년 2월 23일 JYP 엔터테인먼트와 리퍼블릭 레코드를 통해 발매되었다. 그룹의 세 번째 영어 원곡 싱글 "I Got You"와 리드 싱글 "One Spark"를 포함한 6개의 트랙으로 구성되어 있다.

## 배경
2023년 트와이스는 3월 10일 열두 번째 EP인 READY TO BE를 발매했다. 상업적으로 성공하여 170만 장 이상의 선주문 판매를 기록하며 현재까지 가장 많이 팔린 음반이 되었다. EP 홍보를 위해 그들은 4월 15~16일 서울에서 이틀간의 콘서트를 시작으로 Ready to Be World Tour를 시작했다. 그해 말인 11월 22일, 그들은 7곡의 영어 버전으로 구성된 첫 번째 리믹스 음반인 The Remixes를 발매했다.
2023년 12월 5일, 트와이스는 소셜 미디어 계정에 "우리의 청춘은 여기 그리고 지금", "한 번 더, 우리의 찬란한 순간들이 곧 펼쳐진다"는 문구와 함께 2024년 봄 활동을 예고하는 깜짝 티저를 공개했다. 12월 14일, 그들은 세 번째 영어 원곡 싱글인 "I Got You"라는 제목의 선공개 싱글을 발표했다. 다음 달인 2024년 1월 3일, 트와이스의 유튜브 계정에 무드 필름이 업로드되어 EP의 제목과 EP 및 선공개 싱글의 발매일이 공개되었다. 그 달 말, 그들은 유튜브에 오프닝 트레일러와 "I Got You"의 뮤직비디오 티저, 그리고 콘셉트 사진을 업로드했다. 싱글은 2024년 2월 2일에 발매되었다. 이 노래의 뮤직비디오는 멤버들이 해변에서 춤을 추고 배를 타고 격동하는 바다를 마주하는 모습을 보여주며, 어려움 속에서도 그룹의 단결을 상징한다. 음반의 트랙리스트는 2월 10일에 공개되었다.

## 구성
우리의 청춘, 우리 아홉 명을 하나로 묶어주는 우정, 그리고 트와이스만이 보여줄 수 있는 특별한 유대감을 나타내는 것들의 모음이라고 생각한다.— 채영, 로이터

"I Got You"는 조나 모라이스와 다니엘 시비 (모두 미국 보이 밴드 와이 돈 위 멤버), 데이비드 "드윌리" 윌슨, 제이크 토리, 렉시 살이 작사했으며, 드윌리가 프로듀싱을 맡았다. 신스 팝 곡인 이 곡은 그룹 멤버들 간의 우정과 사랑을 노래하며, "어려운 상황 속에서도 '너' 때문에 항상 행복했고, 우리는 항상 '함께' 어려움을 극복할 것"이라는 메시지를 담고 있다. 드럼 앤 베이스 곡인 "One Spark"는 원래 트와이스의 이전 앨범 중 하나에 수록될 예정이었다. 'With YOU-th'의 리드 싱글로 선정되면서 재편곡 및 재녹음되었다. 채영은 "무언가 또는 누군가에게 다가가는 것"에 대한 드럼 앤 베이스 곡인 "Rush"의 가사를 쓰는 동안 핑크팬서리스에게서 영감을 받았다. "Bloom"은 정연이 작사했으며, 원래 지효의 솔로 앨범 Zone (2023)의 사이드 트랙으로 포함될 예정이었으나, 최종적으로 제외되었고 나중에 전체 그룹을 위한 곡으로 재작업되었다. 다현이 작사한 댄스 팝 곡인 "You Get Me"는 "명시적으로 말할 필요 없이 서로를 이해하는" 의미를 담고 있다.

## 홍보
EP 홍보를 위해 트와이스는 2월 23일 미국 투데이에서 "I Got You"와 "One Spark"를 불렀다. 다음 주에는 두 곡 모두 대한민국 음악 프로그램인 엠카운트다운, 뮤직뱅크, 쇼! 음악중심, 인기가요에서 공연되었다. 3월 12일, 그들은 딩고 뮤직의 유튜브 시리즈 '킬링 보이스'에 출연하여 "I Got You"와 "One Spark"의 전체 공연을 포함한 30분 길이의 히트곡 메들리를 불렀다.

## 비평가 반응
| 전문가 평가          | 전문가 평가 |
| 평가 점수            | 평가 점수   |
| 출처                 | 점수        |
| -------------------- | ----------- |
| 뉴 뮤지컬 익스프레스 | [ 14 ]      |

NME의 타누 I. 라지(Tanu I. Raj)는 트와이스의 팝 강자로서의 진화를 강조하며, 음악적 복잡성을 포용하면서도 희망적인 서사를 만들어내는 능력을 언급했다. 그는 트와이스가 여정 내내 개인적인 성장과 팬덤과의 깊은 유대감 형성에 전념해왔다고 언급했다. 또한 그는 트와이스가 업계에서 10년을 향해 가는 시점에서 "자신들의 뿌리로 돌아가 그 유대감을 재확인하는 것이 옳다"며, "I Got You"와 같은 곡들이 트와이스와 그들의 지지자들 사이의 지속적인 관계에 대한 증거가 된다고 지적했다. AllMusic의 데이비드 크론(David Crone)은 이 앨범을 "트와이스의 가장 응집력 있는 노력 중 하나"라고 칭하며, 앨범의 B-사이드 트랙에 실린 보컬과 프로듀싱을 칭찬했다.

## 상업적 성과
대한민국에서 With YOU-th는 2024년 2월 24일로 끝나는 주 써클 앨범 차트에서 2위로 데뷔했다. 월간 차트에서 100만 장 이상을 판매하여 1위를 차지했으며, 이후 한국음악콘텐츠협회로부터 밀리언 인증을 받았다.
미국에서는 이 EP가 음악 데이터 추적 회사 Luminate가 보고한 바에 따르면 95,000 앨범 등가 단위 (90,000장의 실제 음반 판매 포함)로 빌보드 200 차트에서 1위를 차지했다. 이는 2월 29일로 끝나는 주에 가장 높은 판매량을 기록했으며, 현재까지 올해 최고 판매량을 기록했다. 트와이스의 5번째 톱 10 기록이자, 블랙핑크의 Born Pink (2022)와 NewJeans의 Get Up (2023)에 이어 K-pop 걸그룹으로는 세 번째로 1위를 차지한 앨범이다.

## 수상

### 리스트
| 발행사 | 연도 | 리스트                                                | 순위 | 각주   |
| ------ | ---- | ----------------------------------------------------- | ---- | ------ |
| 빌보드 | 2024 | 2024년 최고의 K-Pop 앨범 20선 (현재까지): 스태프 선정 | 3위  | [ 27 ] |
| 빌보드 | 2024 | 2024년 최고의 K-Pop 앨범 25선: 스태프 선정            | 3위  | [ 28 ] |

## 트랙 리스트
| #            | 제목           | 작사                                                        | 작곡                                                        | 편곡                      | 재생 시간 |
| ------------ | -------------- | ----------------------------------------------------------- | ----------------------------------------------------------- | ------------------------- | --------- |
| 1.           | 〈I Got You〉  | 조나 모라이스 다니엘 시비 데이비드 윌슨 제이크 토리 렉시 살 | 조나 모라이스 다니엘 시비 데이비드 윌슨 제이크 토리 렉시 살 | Dwilly                    | 2:53      |
| 2.           | 〈One Spark〉  | 심은지 멜라니 폰타나                                        | 카일러 니코 Earattack 폴리나 "PAU" 세릴라 이우현            | Earattack 이우현          | 3:03      |
| 3.           | 〈Rush〉       | 채영                                                        | 미치 한센 크리스 버튼 칼 발레비크                           | Cutfather 칼 알티노       | 2:36      |
| 4.           | 〈New New〉    | 이슬란                                                      | 이우민 "Collapsedone" 폴리나 "PAU" 세릴라 카일러 니코       | 이우민 "Collapsedone"     | 3:01      |
| 5.           | 〈Bloom〉      | 정연                                                        | 멜라니 폰타나 Earattack 린드그렌 GG 라미레즈 이우현         | Earattack 린드그렌 이우현 | 3:23      |
| 6.           | 〈You Get Me〉 | 다현                                                        | 브룩 톰린슨 소피아 케이 제프 해리스                         | 제프 해리스               | 2:33      |
| 총 재생 시간 | 총 재생 시간   | 총 재생 시간                                                | 총 재생 시간                                                | 총 재생 시간              | 17:31     |

## 차트
| 차트 (2024)                           | 최고 순위 |
| ------------------------------------- | --------- |
| 오스트레일리아 실물 앨범 (ARIA)       | 64        |
| 7                                     |           |
| 31                                    |           |
| 23                                    |           |
| 크로아티아 국제 앨범 (HDU)            | 3         |
| 15                                    |           |
| 11                                    |           |
| 32                                    |           |
| 4                                     |           |
| 일본 통합 앨범 (오리콘)               | 3         |
| 일본 핫 앨범 (빌보드 재팬)            | 11        |
| 31                                    |           |
| 37                                    |           |
| 대한민국 앨범 (써클)                  | 2         |
| 스웨덴 실물 앨범 (스베리예토프리스탄) | 13        |
| 19                                    |           |
| 17                                    |           |
| 1                                     |           |
| 1                                     |           |

| 차트 (2024)          | 순위 |
| -------------------- | ---- |
| 일본 앨범 (오리콘)   | 9    |
| 대한민국 앨범 (써클) | 1    |

| 차트 (2024)                      | 순위 |
| -------------------------------- | ---- |
| 일본 앨범 (오리콘)               | 68   |
| 일본 다운로드 앨범 (빌보드 재팬) | 60   |
| 대한민국 앨범 (써클)             | 17   |
| 미국 톱 앨범 판매량 (빌보드)     | 30   |
| 미국 월드 앨범 (빌보드)          | 15   |

## 인증
| 국가                       | 인증      | 판매량/출하량 |
| -------------------------- | --------- | ------------- |
| 대한민국 (KMCA)            | 1× 밀리언 | 1,000,000^    |
| 미국                       | —         | 174,000       |
| ^출하량을 기반으로 한 인증 |           |               |